# Princeton (Missouri)
Princeton is een plaats (city) in de Amerikaanse staat Missouri, en valt bestuurlijk gezien onder Mercer County.

## Demografie
Bij de volkstelling in 2000 werd het aantal inwoners vastgesteld op 1047.
In 2006 is het aantal inwoners door het United States Census Bureau geschat op 965, een daling van 82 (-7,8%).

## Geografie
Volgens het United States Census Bureau beslaat de plaats een oppervlakte van
4,1 km², geheel bestaande uit land. Princeton ligt op ongeveer 25 m boven zeeniveau.

## Plaatsen in de nabije omgeving
De onderstaande figuur toont nabijgelegen plaatsen in een straal van 24 km rond Princeton.

## Geboren
- Calamity Jane (1852-1903), bekend persoon uit het Wilde Westen